# Dimítriosz Papadópulosz
Dimítriosz Papadópulosz (görögül: Δημήτρης Παπαδόπουλος; Gagarin, 1981. október 20. –) görög válogatott labdarúgó, jelenleg a PAÓK játékosa. Posztját tekintve csatár.
Tagja volt a 2004-ben Európa-bajnokságot nyert görög válogatott keretének illetve részt vett a 2005-ös konföderációs kupán.

## Sikerei, díjai
Panathinaikósz
- Görög bajnok (1): 2004
- Görög kupagyőztes (1): 2004

Dinamo Zagreb
- Horvát bajnok (1): 2009–10

Görögország
- Európa-bajnok (1): 2004